# Región de la Orinoquía (Colombia)
La Orinoquía, también conocida como Llanos Orientales, es una de las 6 regiones naturales de Colombia. Está ubicada al oriente del país, limitando al norte y este con Venezuela, al sur con Amazonia y al oeste con la región andina. Determinada por la cuenca del río Orinoco, es un ecosistema que se caracteriza por ser una planicie. La región se halla entre los ríos Arauca, Guaviare, Orinoco y el Piedemonte llanero.
Es una región de intensa actividad ganadera donde se escenificaron importantes luchas durante la época de la Independencia colombiana y venezolana. Culturalmente está habitada por el llanero, individuo común también a los Llanos venezolanos.
La Orinoquía coincide en mucho con dos regiones claramente diferenciadas y suele confundirse con ellas.  La primera es una cuenca hidrográfica, la del río Orinoco.  Esta se extiende desde los Andes a las selvas amazónicas (el mismo río Orinoco nace en la selva amazónica venezolana), e incluye las cuencas de los ríos Meta, Guaviare y Guainía.  La segunda, los Llanos, es una región natural y cultural colombo-venezolana. A esta la caracterizan sus extensas sabanas de zona intertropical y bosques de galería; sus habitantes, los llaneros, tienen una cultura y una historia diferenciada.

## Subregiones naturales
Las subregiones naturales de la Orinoquía colombiana son las siguientes:
- Piedemonte llanero.
- Mesetas del Meta.
- Llanuras del Guaviare.
- Pantanos del Arauca.
- Serranía de la Macarena.

### Parques naturales[6]

Parques nacionales naturales de la Orinoquía colombiana.

- Distrito nacional de manejo integrado Cinaruco
- Parque nacional natural El Tuparro
- Parque nacional natural Serranía de Manacacías
- Parque nacional natural Sierra de la Macarena
- Parque nacional natural Tinigua

## Hidrografía
Conforman la hidrografía de la región todos los ríos de la vertiente del río Orinoco (incluyéndole), los cuales suman unos 328 000 km². Está formada por las siguientes cuencas:
- Cuenca del río Guaviare (140 000 km²).
- Cuenca del río Meta (112 000 km²).
- Cuenca del río Vichada (26 000 km²).
- Otras cuencas (22 000 km²).
- Cuenca del río Tomo (20 000 km²).
- Cuenca del río Arauca (parte colombiana) (8 000 km²).
- Cuenca del río Casanare.

## Economía
La economía de los Llanos se basa principalmente en la ganadería extensiva y en la extracción de petróleo. En los llanos de Arauca se encuentra Caño Limón, uno de los principales yacimientos petrolíferos de Colombia. En el departamento del Meta recientemente se han encontrado diversos pozos petrolíferos, y en el pie del monte de Casanare se encuentran los campos de Cusiana. Existen varios proyectos agrícolas, así como algunos proyectos energéticos basados en la energía eólica, pero la ganadería domina la mayor parte de la actividad llanera. También depende mucho de los sembrados y de los grandes pastizales que allí se encuentran.

## Departamentos
Los departamentos que tienen territorio en los llanos colombianos son:
- Arauca
- Casanare
- Meta
- Vichada

### Departamentos con territorios menores en la Orinoquía
Existen otros departamentos que poseen pequeñas porciones de sus territorios en la región. Estas áreas están escasamente pobladas y son poco importantes para los departamentos a los que pertenecen.
- Boyacá, en los municipios de Cubará y San Luis de Gaceno.
- Norte de Santander, al sureste del municipio de Toledo.
- Cundinamarca, en los municipios de Medina y Paratebueno, y el territorio oriental de Ubalá.

## Cultura
La llanera es la subcultura colombiana dominante en la región y de particularidades bien distinguibles. El llanero es trabajador, dedicado a la crianza de ganado (el vaquero por excelencia de Colombia) dada la inmensidad de las llanuras que permiten criar el ganado.
Debido a las circunstancias ambientales, a las formas de trabajo (vaquería, montar a caballo), su música, sus leyendas, su vivienda, el llanero utiliza el liquiliqui, un traje fresco, liviano y sencillo utilizado como atuendo masculino en el baile del joropo, el aire musical y la danza tradicional llanera. El vestido de la mujer consiste en una falda ancha de pisos que cae al tobillo en la que se gastan siete varas de tela de fondo claro o rojo y con flores, sobre la costura de cada piso lleva ojalón (cinta). Se utiliza enagua y combinación ancha. La blusa de manga tres cuartos, cuello alto, adornado con cintas y botonadura atrás en el mismo color de la falda, enterizo (pegado falda y blusa), cotiza de suela y lazos de cinta que adornan la cabeza. Hoy, se usa la misma falda pero en el borde lleva encaje ancho y va a media pierna; blusa blanca con escote, arandela y manga corta. La mujer llanera prefiere llevar el cabello recogido con una flor de cayena.
El hombre también usaba pantalón blanco remangado a media pierna (para cruzar el río) y no mojarse, camisa blanca o roja sin cuello. También pantalón negro con camisa blanca. En algunas ocasiones usaban vestidos completos color caqui, camisa que bajaba suelta por encima del pantalón. Usaba sombrero alón prefiriendo el peloeguama por lo pesado para garantizar que en la carrera del caballo o zapateo no se caiga, es de color negro o araguato. No hay que olvidar el uso de andar descalzo, costumbre que se ha venido perdiendo con el pasar del tiempo y el avance de la sociedad hacia el desarrollo.

## Gastronomía
Uno de los platos más típicos de esta región es la ternera a la llanera o mamona, la cual se prepara asando cortes de ternera en chuzos (varas de madera) enterradas en círculo alrededor de una hoguera. Otros platos especiales son la hayaca, tamal relleno con carne y verduras; el palo a pique, una preparación de frijol veguero con carne; el arroz llanero, que contiene rabo de res y verduras; conejo en vino; el pabellón criollo, plato que contiene carne de res, caraotas (frijoles negros), arroz blanco, huevo y tajadas de plátanos. Una clase típica de arepa es la cachapa (arepa dulce de choclo o jojoto con queso). Como es una región rica en arroz, uno de sus productos emblema es el pan de arroz, un snack hecho a base de arroz y cuajada el cual actualmente se está llevando un plan especial de salvaguardia ante el Ministerio de Cultura de Colombia y también por medio de la Asociación de productores y comercializadores de pan de Arroz del Meta (ASPAMET) con la ayuda de la Cámara de Comercio de Villavicencio, están impulsando el producto para aspirar a tener denominación de origen ante la Superintendencia de Industria y Comercio de Colombia, también se puede encontrar, el envuelto de arroz o Tungo, otro producto hecho a base de arroz es la torta de arroz con queso o llamada torta gacho.También sopas como el hervido de guamarra (gallina taparuca, variedad llanera de la gallina) y el picadillo con carne de res seca o cecina (salada y seca al sol). Hay bebidas típicas como la chicha de arroz y el guarroz. Un pez típico es el coporo, preparado con manteca de cerdo. El casabe es otra comida muy acostumbrada, preparada a partir de la yuca prensada (típicamente usando un sebucán) y asada en un tiesto o budare.

## Ferias y festividades
- Festival de Cuadrillas. Tiene lugar en el municipio de San Martín (Meta). Las cuadrillas de San Martín, son los juegos más antiguos de Colombia; son una celebración que data de 1785, cuando el sacerdote Gabino de Balboa, párroco de la población, organizó un festejo para celebrar el final del año. Lo hizo por medio de una coreografía ecuestre en la que participan cuatro comparsas que representan a las razas que hicieron parte del proceso de gestación de América Latina: los cachaceros o negros, los guahibos o indios, los galanes o españoles y los moros o árabes que ocuparon la península ibérica durante siete siglos.[10]

- El Festival Nacional de la Canción y Torneo Internacional del Joropo. Tuvo su primera versión en 1960, año en el cual el Meta fue elegido departamento. En el marco del torneo se realizan actividades tales como competencias de toros coleados, trabajo del Llano, festival gastronómico, muestras artesanales, exposición de arte público (fotografías) en el Fotomuseo del Meta, exposición de pintura y escultura en la Sala Floramarillo y Galería La Vorágine.

- Fiestas Patronales de Arauca. En las fiestas patronales de Santa Bárbara de Arauca participan las expresiones autóctonas de la región colombo−venezolana. El festival hace parte del patrimonio musical de los llaneros de Colombia y Venezuela y exalta los valores culturales compartidos como expresión de identidad, territorialidad e idiosincrasia de los pueblos fronterizos, presentando como eje fundamental del festejo al joropo, el canto recio, el pasaje, la copla, el baile y el corrío. Desde hace más de treinta y nueve años se realiza en Arauca el Torneo Internacional del Joropo y el Contrapunteo, donde se reciben intérpretes de joropo de los estados venezolanos de Apure, Barinas, Portuguesa, Guárico y Cojedes y de los departamentos colombianos de Casanare, Arauca, Meta, Vichada, entre otros.

- El Festival de la Negrera. Las festividades de los pueblos llaneros han girado en torno a un patrono de origen divino: Santa Bárbara, en Arauca; la Virgen de la Asunción, en Tame; la Virgen de la Candelaria, en Orocué. La programación contempla actos religiosos que dan paso al jolgorio de alborada, riñas de gallos, carreras de caballos, coleo y parrandos.

El calendario recoge las fiestas de Arauca en la primera semana de diciembre; en Tame, el 15 de agosto; en Maní, Casanare, el 6 de enero; en San Martín, Meta, el 11 de noviembre; en Puerto López, Meta, el 28 de diciembre.
- Fiestas y ferias de Yopal, del 4 al 7 diciembre.
- Festival de verano río Cabo Sur, de enero a febrero.
- Festival Internacional de la Bandola Llanera, Maní, Casanare, enero.
- Fiestas patronales en honor a Nuestra Señora de los Dolores de Manare en Paz de Ariporo, Casanare.
- Festival Nacional e Internacional del arroz, Aguazul (Casanare)
- Festival de musica llanera flor de la vellouses se celebra en el municipio de la Macarena-Meta en noviembre, conmemora sus cumpleaños como fundación como municipio y de una orquídea que florece en la serranía de la Macarena en los meses de noviembre y diciembre.